# 후카이 슈헤이
후카이 슈헤이(일본어: 深井 脩平, 1993년 7월 20일 ~ )는 일본의 축구 선수이다.

## 구단 경력
그는 2016년부터 2020년까지 J리그의 블라우블리츠 아키타, 이와테 그루자 모리오카, 반라우레 하치노헤에서 활동하였다.